# Àlvar de Còrdova (dominic)
Àlvar de Còrdova o de Zamora (Zamora, Lleó, ca. 1350 - Santo Domingo de Escalaceli, prop de Còrdova, 1430) fou un frare dominic. És venerat com a beat per l'Església catòlica, tot i que és popularment conegut com a Sant Àlvar.

## Biografia
Nasqué a Zamora a mitjan segle xiv, i des de jove va tenir vocació per l'estudi i la vida religiosa. Va ingressar en 1368 al convent de San Pablo de l'Orde de Predicadors de Valladolid. Marxà a estudiar i fou professor d'Arts i Teologia a San Pablo de Valladolid, on consta com a professor en 1416, i la Universitat de Salamanca,on es dedicà especialment a l'estudi de les Sagrades Escriptures. Fou confessor de la reina Caterina de Lancaster, vídua d'Enric III de Castella, i del seu fill el rei Joan II.
Era una etapa de crisi i reforma espiritual, i l'orde dominic també tenia en el seu si un moviment que volia restituir-hi l'observança original; el papa Martí V havia donat l'autorització per fundar convents reformats. A la mort de la reina Caterina, en 1418, Àlvar, desitjós d'establir la reforma a Castella, viatjà a Itàlia per visitar els convents que hi havien fundat Raimon de Càpua. Entre 1418 i 1420 va fer pelegrinatge a Terra Santa, on va quedar corprès per la visió dels llocs descrits als evangelis, especialment pels de la Passió i el Mont Calvari.
Tornà al convent de Valladolid i començà a buscar el lloc idoni per a la fundació dels convents reformats. La corona li va fer donacions perquè adquirís, el juny de 1423 el lloc de Torre Berlanga, a uns set kilòmetres al nord de la ciutat de Còrdova, per edificar-hi un convent: Santo Domingo de Scala Coeli o Escalaceli (Escala del Cel). Serà el primer convent de la província dominica d'Espanya (que comprenia Castella, Extremadura i Andalusia) on s'apliqui la reforma observant que llavors es dona a l'orde dominic, i el papa Martí V fa el fundador prior de tots els convents dominics reformats de la província.
Àlvar va triar el lloc per ésser un lloc fronterer amb terres musulmanes i proper al convent dominic de San Pablo de Còrdova, per la coneixença de cortesans de la família Fernández de Córdoba i, segons la tradició, per la similitud del lloc amb el paisatge de Jerusalem; el convent va comptar amb set frares més, que freqüentaven les tres ermites que es feren als voltants, dedicades al retir i la meditació i que volien reproduir llocs de la Passió de Crist: la Cueva de Getsemaní (avui Ermita de San Álvaro), on diu la tradició que el beat fundador hi pujava i baixava de genolls; l'Ermita de la Santa Cruz i l'Ermita de Santa María Magdalena. Al sud del convent, es construí l'anomenat Monte Calvario, on es posaren tres creus: entre el convent i aquest calvari es formà el primer Via Crucis conegut a occident.
En 1426 els frares d'Escalaceli van fundar el convent de Portaceli a Sevilla i un hospital a Còrdova. El frare va morir el 19 de febrer de 1430 a Escalaceli, després d'una llarga malaltia.

## Veneració
Morí en llaor de santedat i fou sebollit a Escalaceli. En 1530 els religiosos abandonaren el convent i es traslladaren al convent dels Santos Acisclo y Victoria; intentaren endur-se'n les restes del fundador, però no fou possible. En 1534 tornaren frares dominics a Escalaceli.
Al final del segle xvi es fundà la Cofradía del Beato Álvaro, que arribà a tenir quatre mil confrares, entre els quals bona part dels cavallers i nobles de Còrdova. El procés de beatificació iniciat al segle xvi culminà quan Benet XIV, el 22 de setembre de 1741, aprovà el culte d'Àlvar i el beatificà. Abandonat i secularitzat el convent el 1835, es restaurà l'Hermandad del Santísimo Cristo y del Beato Álvaro de Córdoba i el santuari fou protegit per la família reial. El 1900 hi tornaren els dominics.
Avui és el sant patró de les germandats i confraries de Còrdova, per la influència que els Via Crucis tingueren sobre els passos de les processons de Setmana Santa a Andalusia.

### Llegenda del crucifix
La tradició explica que Àlvar, en tornar de Còrdova al convent, va trobar a terra un mendicant moribund i famolenc: el frare el prengué en braços, tapant-lo abans amb la capa, i el portà al convent. En arribar a la porteria, descobreix que el que portava era un Crist crucificat, el mateix que avui encara es venera a l'església del convent.

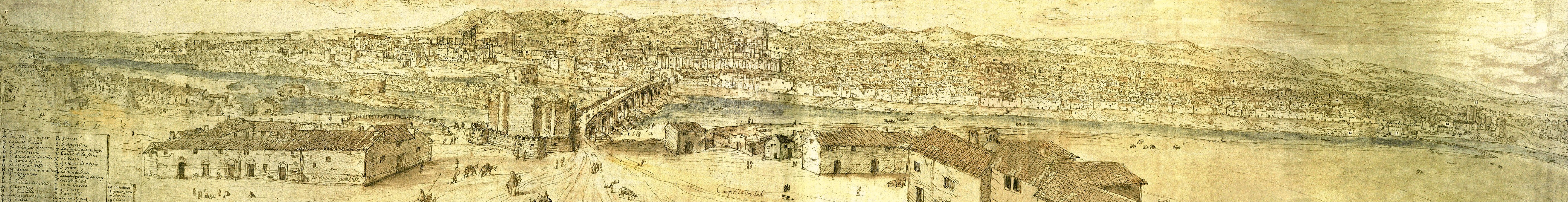
Vista de Còrdova i la serralada, on hi havia el convent d'Escalaceli, en 1567, per Anton van der Wyngaerde; marcat amb la M, convent de Santo Domingo.